# Ватто, Микаэла
Микаэ́ла Ватто́ (фр. Michaëla Watteaux; 22 июня 1954, Стокгольм, Швеция) — французский режиссёр и сценаристка.

## Биография
Окончила Лицей La Fontaine в Париже и Высшую школу графического искусства Пеннинген. В начале 1970-х годов, она работала с Жан-Жаком Бирге, Филиппом Дантоном, Антуаном Геррейро и Лусом Барньером.
Работала первым ассистентом режиссёра, а затем в качестве главного редактора и директора по производству. Она написала и сняла множество документальных фильмов. Её короткометражный фильм «Les Deux Cervelles» был представлен в Каннах.
Позже подписала контракт на телевидении.
В 2016 году она опубликовала детективные истории под псевдонимом Мия Лекссон.
Преподавала технику написания сценария и реализации в Париже.